# Hans Adam Gienger von Wolfseck

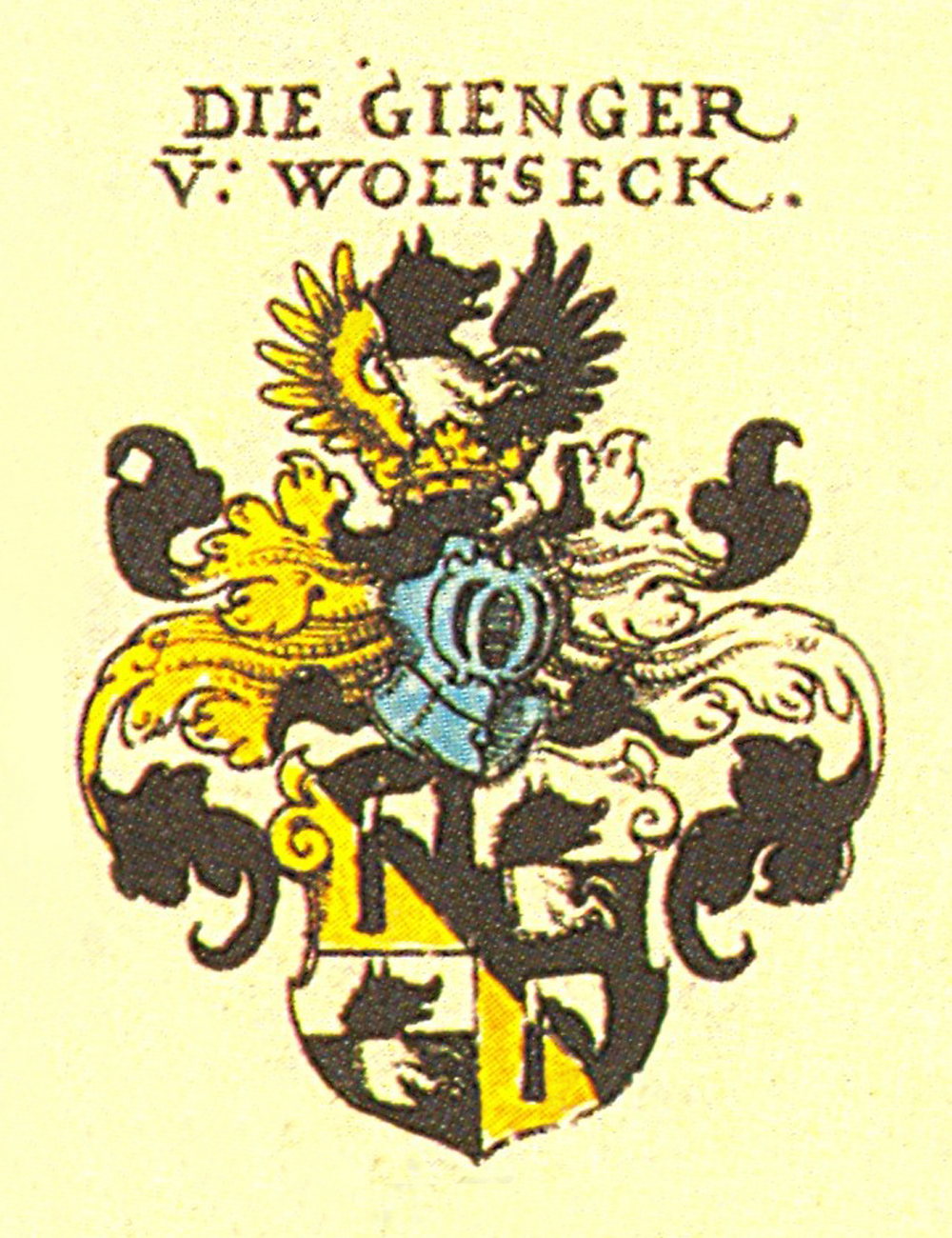
Wappen der Gienger von Wolfseck

Hans Adam Gienger von und zu Wolfseck und Rotteneck  (* 19. November 1558; † 3. April 1623 in Wolfsegg) entstammte einem Ulmer Patriziergeschlecht, war Richter am kaiserlichen Reichskammergerichts zu Speyer und langjähriger Vizedom in Österreich ob der Enns.

## Leben

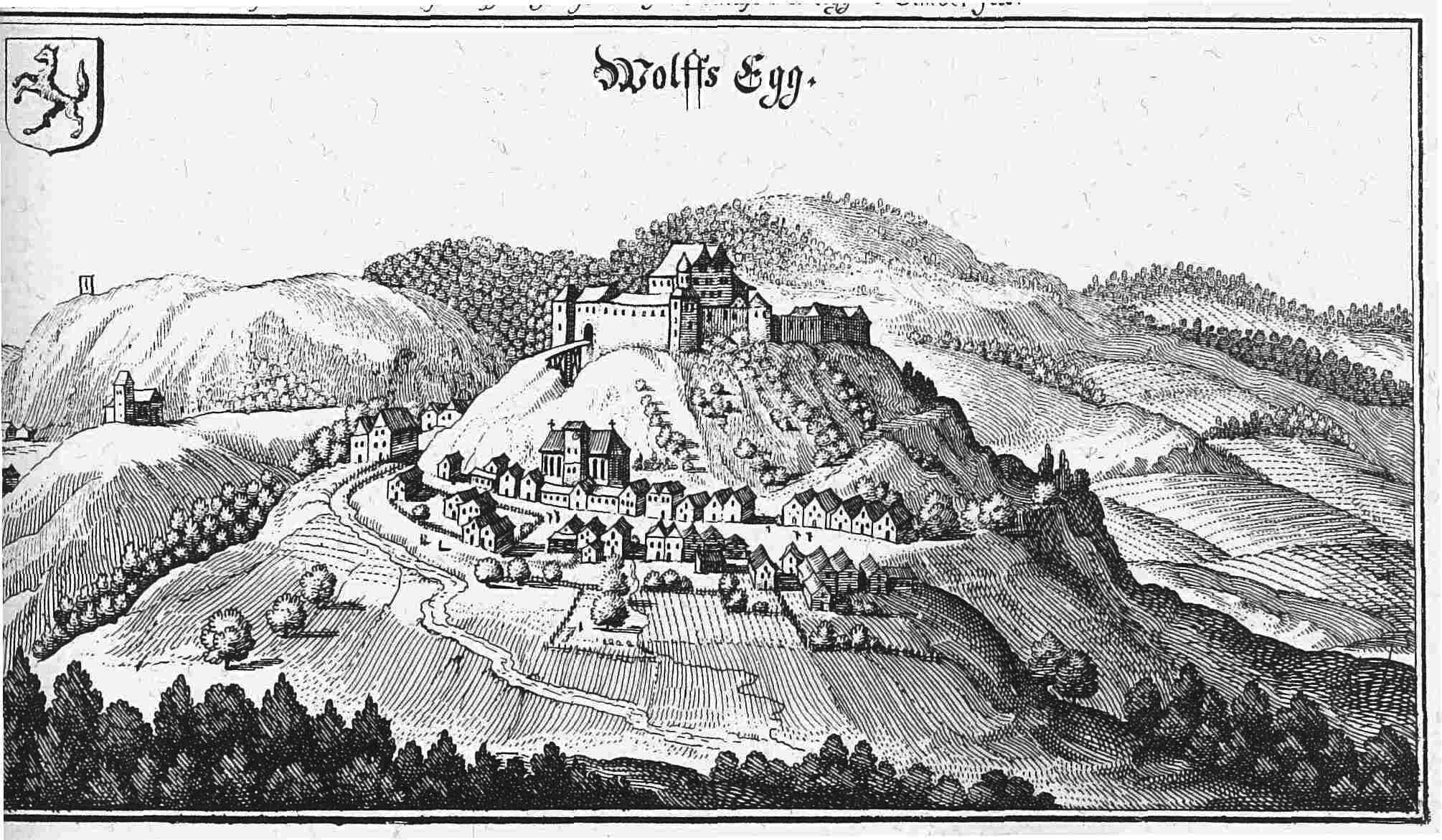
Schloss Wolfsegg nach einem Stich von Matthäus Merian von 1656

Hans Adam (auch Johann Adam) war der zweitgeborene Sohn von Ritter Cosmas Gienger von Wolfseck (1516–1592), Kriegsmuster-Commissarius in Ungarn und Böhmen, Vizedom von Oberösterreich, und dessen zweiter Ehefrau Katharina Haidenreich († 1582), Tochter des Erasmus Heidenreich von Bidenegg, erzherzoglicher Hofkammerrat zu Innsbruck. Sein älterer Bruder Hans Karl starb schon in jungen Jahren, er war daher der Erste in der Primogenitur.
Seine Onkel hatten einflussreiche Posten inne: Georg Gienger von Rotteneck (1500–1577) war Vizekanzler des Heiligen Römischen Reiches, Eutl Johann (Eitlhans) Gienger von Grienpichel (1505–1566/70) war Landvogt zu Feldkirch und Land- und Feldzeugmeister in Tirol und Jakob Gienger von Grienpichel (1510–1578) war 1554 bis 1560 Vizedom von Österreich ob der Enns und niederösterr. Hofkammerrat.
Hans Adam studierte in Dillingen und Ingolstadt, war dann bis 1579 am Prager Hof Rudolfs II. und machte darauf eine Studienreisen nach Italien. Ab 1585 war er Beisitzer des kais. Reichskammergerichts zu Speyer und wurde danach kais. Rat. 1587 ging er nach Linz und war von 1590 bis 1621 Vizedom in Österreich ob der Enns, welches Amt schon sein Vater Cosmas von 1561 bis ungefähr 1582 innehatte. Nach dessen Tod 1592 erbte er Herrschaft und Veste Wolfsegg, die Kaiser Rudolph II. seinem Vater als Eigentum geschenkt hatte. 1606 wurde Hans Adam Landesrat und erhielt eine Wappenbesserung.
Hans Adam Gienger zu Wolfseck heiratete am 26. November 1590 in Innsbruck Maria Magdalena Füeger (Fieger) († 1627), die Tochter von Georg Fieger zu Hirschberg, Erzherzog Ferdinand II. in Tirol erster Hofkammerrat, und Elisabeth Weitmoser zu Winkl. Aus der Ehe entsprangen elf Kinder, sechs Töchter und fünf Söhne. Vier Söhne starben vor dem Vater, Matthias, der zweitgeborene und für die Nachfolge vorgesehene Sohn, widersetzte sich allen Erziehungsversuchen und wollte ein freies Leben führen. Dies führte so weit, dass ihn der Vater mehrmals aus hohen Schulden auslösen musste und ihn dann schlussendlich enterbte.
Da die Brüder Hans Adams  Hans Georg, Soldat in den Niederlanden, und Hans Karl der jüngere, Domherr zu Passau, auch keine männlichen Nachkommen hatten, erlosch mit seinem Tod 1623 die Linie der Gienger zu Wolfseck im Mannesstamm.

## Werke
Hans Adam Gienger begann 1609 eine umfangreiche Familienchronik über die Gienger zu verfassen, beginnend mit seinem Großvater (Ernst) Damian I. Gienger. Das Manuskript befindet sich heute im Oberösterreichischen Landesmuseums Francisco-Carolinum in Linz:
- Beschreibung Herrn Damian Gienngers Ritters, Pflegers zu Nau vnnd frawen Ursula Schützen vonn Raittenau alß meines lieben Anherrn vnnd Anfrau, wie auch beeder irer Kinder Söhne unnd Döchter, darunter mein Lieber Herr Vater Coßman Giennger in der Zal der zwelfte ist, Leben unnd Absterben durch mich Hannß Adam Giennger zuesamben geschrieben worden.[2]